# Oh, Doctor Beeching!
Oh Doctor Beeching! is een Britse televisieserie geschreven door David Croft en Richard Spendlove. De serie werd, na een proefaflevering op 14 augustus 1995, door de BBC uitgezonden tussen 8 juli 1996 en 28 september 1997. In het voorjaar van 2006 werd de serie door de Vlaamse VRT uitgezonden.
Oh Doctor Beeching is een klassieke BBC-komedie over een klein landelijk spoorwegstationnetje in 1963, toen de stoomtreinen hun laatste adem uitbliezen, dat getroffen wordt door de zogeheten Beeching cuts (Beeching besparingen). De gemoedsrust van het stationspersoneel wordt zwaar op de proef gesteld wanneer hen het verschrikkelijke nieuws bereikt dat Dr. Beeching, destijds voorzitter van de Britse Spoorwegen, namens de Britse overheid heel wat onrendabele treinstations wil sluiten. 
De serie gaat over het kleine (fictieve) station Hatley, in de Midlands, gelegen aan zo'n bedreigde spoorlijn. 
De leiding van deze besparingsoperatie was in handen van Richard Beeching, die door de Britse Conservatieve Partij , meer bepaald de minister van transport Ernest marples, benoemd was tot voorzitter van het Britse spoor. 
Hoewel de BBC-reeks vernoemd is naar Dr. Beeching en in de komedie voortdurend zijn naam valt, komt de overheidssaneerder als personage zèlf totaal niet in de televisieserie voor.
De serie werd gefilmd op het station van Upper Arley, aan de toeristische Severn Valley Railway, in Worcestershire.
David Croft schreef eerder ook scenario’s van klassiek geworden Britse tv-comedy's als Hi-de-Hi!, It Ain't Half Hot Mum, Are You Being Served, Dad's Army en 'Allo 'Allo!.

## Rolverdeling
| Acteur          | Personage      |
| --------------- | -------------- |
| Jeffrey Holland | Cecil Parkin   |
| Paul Shane      | Jack Skinner   |
| Julia Deakin    | May Skinner    |
| Stephen Lewis   | Harry Lambert  |
| Su Pollard      | Ethel Schumann |
| Ivor Roberts    | Arnold Thomas  |
| Perry Benson    | Ralph          |
| Barbara New     | Vera Plumtree  |